# Angelina Köhler
Angelina Köhler (Dernbach, 12 de noviembre de 2000) es una deportista alemana que compite en natación, especialista en los estilos libre y mariposa.
Ganó una medalla de oro en el Campeonato Mundial de Natación de 2024 y dos medallas en el Campeonato Europeo de Natación en Piscina Corta de 2023.

## Palmarés internacional
| Campeonato Mundial                  | Campeonato Mundial | Campeonato Mundial | Campeonato Mundial |
| Año                                 | Lugar              | Medalla            | Prueba             |
| ----------------------------------- | ------------------ | ------------------ | ------------------ |
| 2024                                | Doha (Catar)       | Medalla de oro     | 100 m mariposa     |
| Campeonato Europeo en Piscina Corta |                    |                    |                    |
| Año                                 | Lugar              | Medalla            | Prueba             |
| 2023                                | Otopeni (Rumania)  | Medalla de oro     | 200 m mariposa     |
| 2023                                | Otopeni (Rumania)  | Medalla de plata   | 100 m mariposa     |